# Oghamstein

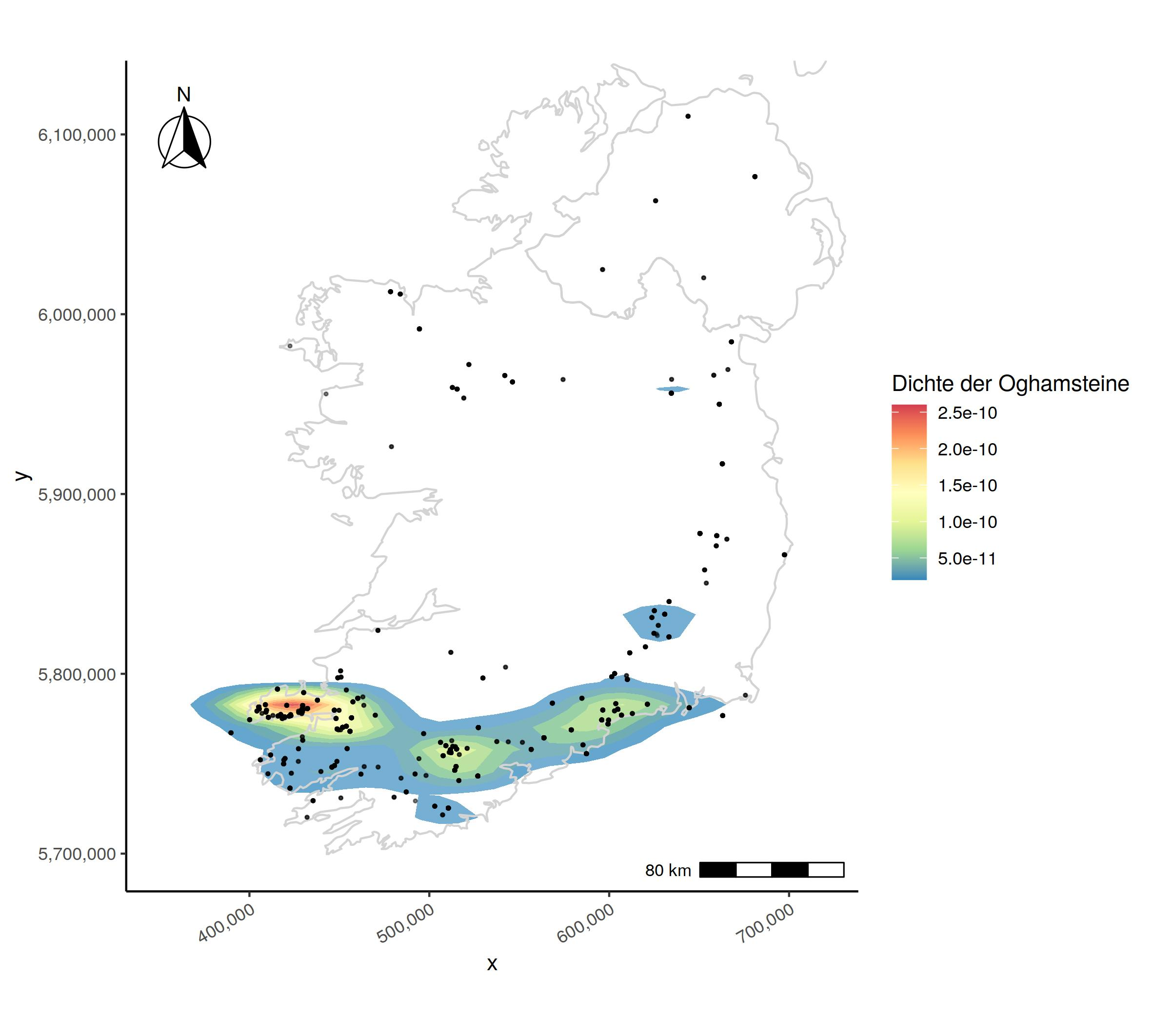
Schwarze Punkte markieren irische Ogham-Inschriften

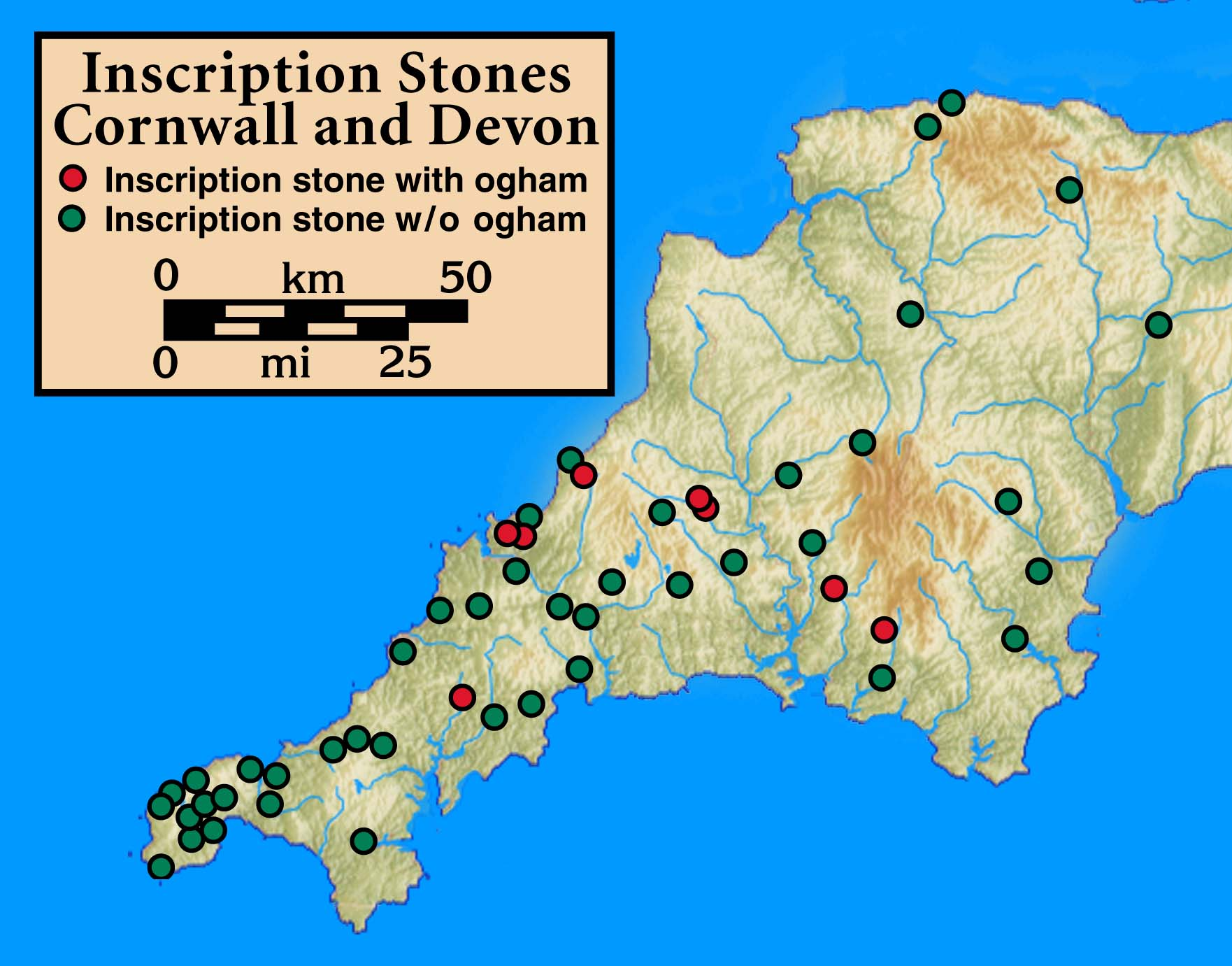
Ogham-Inschriften in Cornwall (rot)

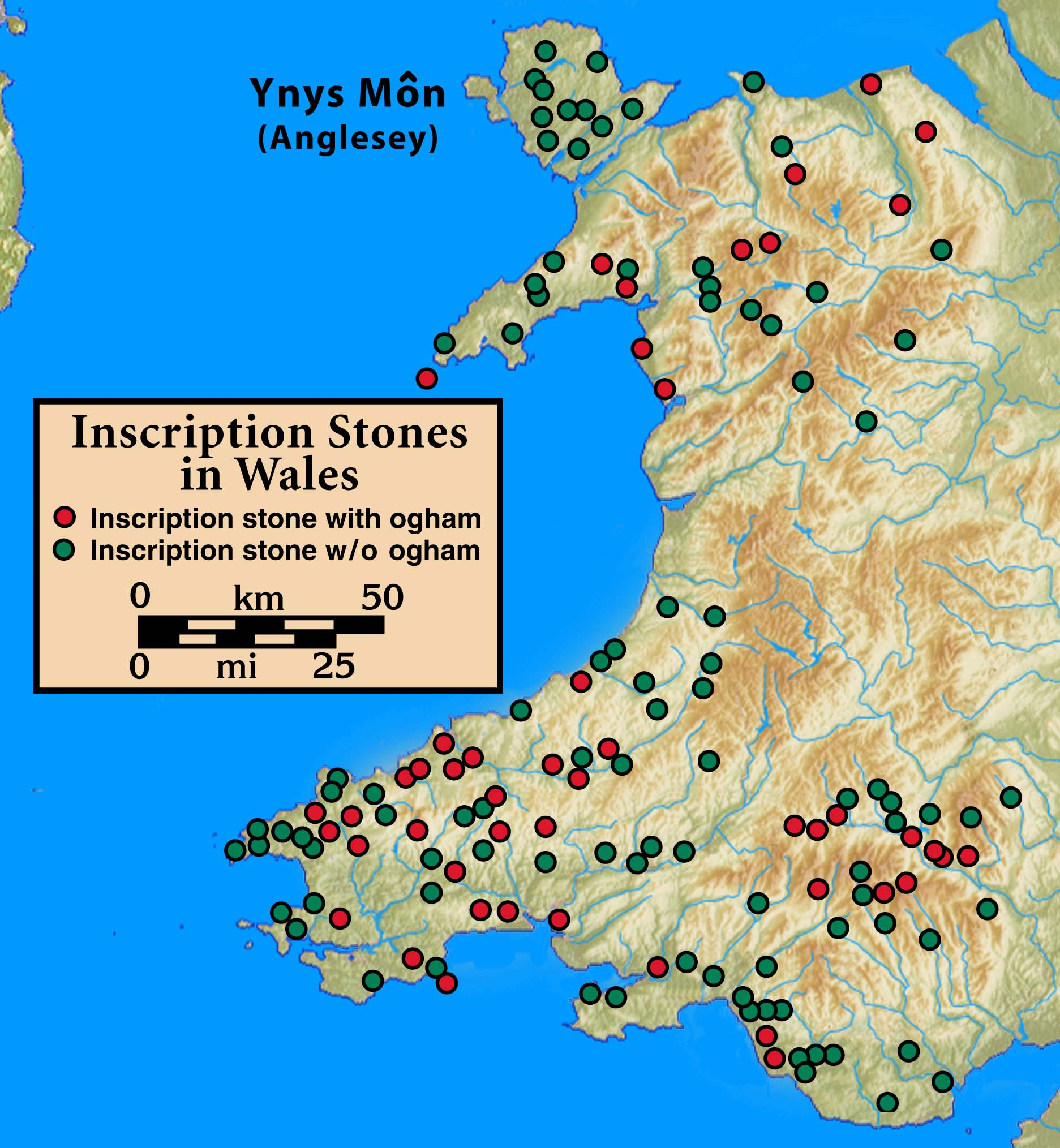
Ogham-Inschriften in Wales (rot)

Oghamsteine (auch Oghamsäulen) heißen die steinernen, aufgerichteten Träger der Ogham-Schriftzeichen. Sie stammen größtenteils von der Insel Irland (etwa 480 Stück) und dort zumeist aus den Counties Kerry (155) und Cork (125) im Süden. Nur sechs (u. a. der Oghamstein von Gartree) stammen aus Nordirland.
Im West Kerry Museum in Ballyferriter befinden sich fünf Oghamsteine. Der Annascaul-Ogham-Stein wurde 1989 in die Giebelwand eines Nebengebäudes eingebaut. Er wird als Cumlanders Stone bezeichnet.

## Verbreitung

### Großbritannien
Etwa 35 Steine wurden in Wales, vier in Cornwall (Worthyvale) und  zwei in der südenglischen Grafschaft Devon gefunden. Der Fardel-Stein und der Oghamstein von Silchester stammen aus England. Sechs Oghamsteine stammen von der Isle of Man (z. B. Oghamstein von Speke Keeill), Dutzende mit piktischer Inschrift und drei mit gälischer Inschrift stammen aus Schottland. Die Authentizität der drei Letztgenannten wurde jedoch angezweifelt.
Zudem wurden 27 Steine bzw. Inschriften in piktischer Sprache gefunden (acht davon auf Orkney, zu sehen im Tankerness House Museum), die abgesehen von einigen irischen Lehnwörtern und einigen Personennamen nicht entschlüsselt werden konnten.

### Irland

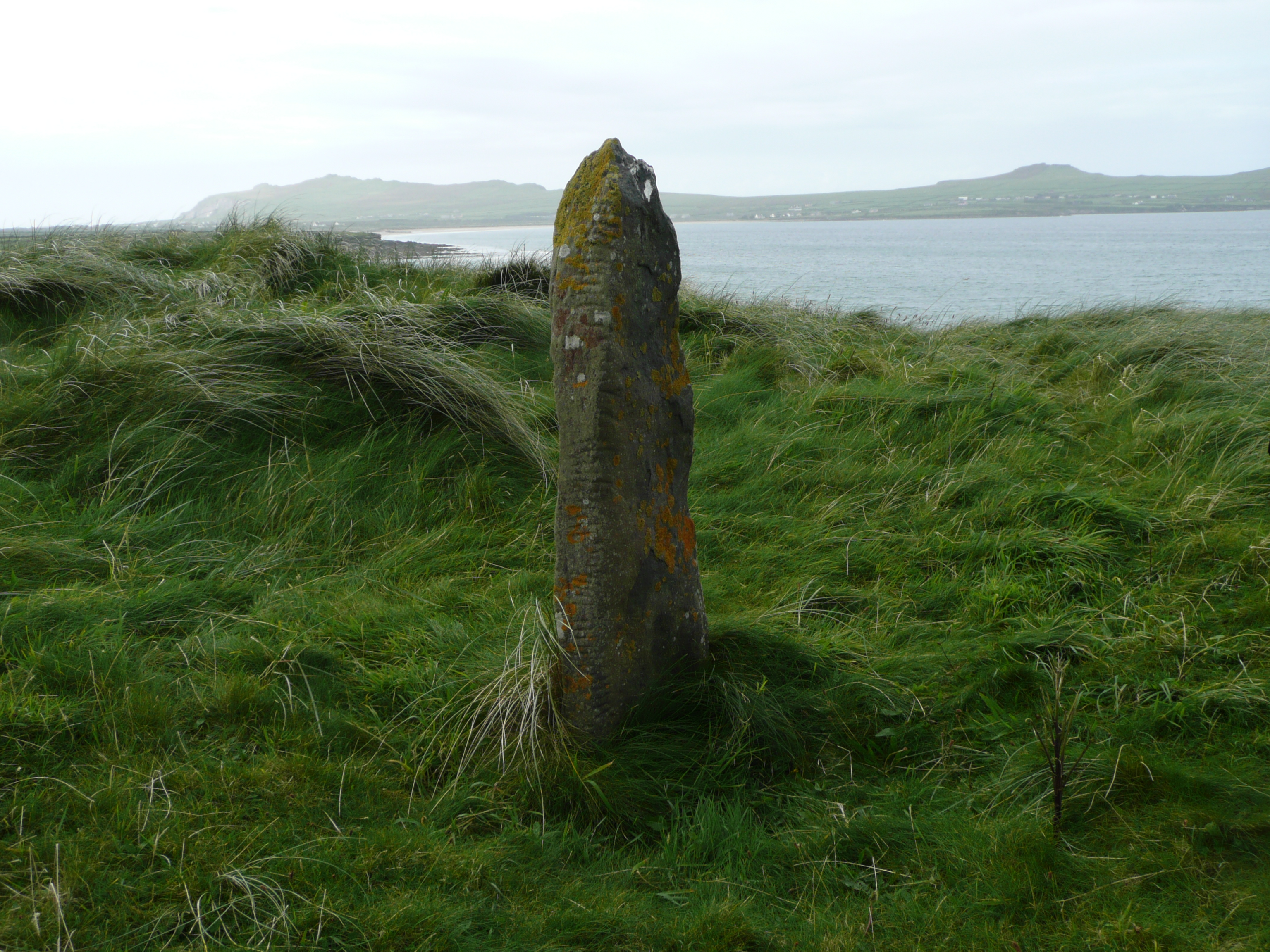
Oghamstein von Traigh an Fhiona - Dingle-Halbinsel

Derzeit (Stand 1991) sind etwa 400 Oghamsteine bekannt. Die weitaus meisten befinden sich im Südwesten Irlands, in den Countys Cork, Waterford und Kerry. Kerry allein hat ungefähr 1/3 der Gesamtmenge und die Dingle-Halbinsel hat mit etwa 60 Oghamsteinen die höchste Konzentration.
Die ältesten erhaltenen Steine stammt vom Rooves More Rath bei Aglish im County Cork. Mehr als 40 % der Oghamsteine stammen als wiederverwendete Steine aus Souterrains (z. B. 15 aus Ballyknock North, im County Cork und sieben aus Coolmagort bzw. heute Dunloe und jeweils weitere sieben aus Ballinrannig und Ballintaggart, im County Kerry). Einige wurden zu Nationalmonumenten erklärt (Ardcannaght, Arraglen, Ballintaggart, Ballybowler North, Cloghanecarhan, Dunloe, Darrynane Beg, Emlagh East, Kilcoolaght East und Ratass, alle im County Kerry) und Kiltera im County Waterford.
Bisweilen werden weitere gefunden, da die langen, massiven Steine für Bauzwecke geeignet waren und häufig als Spolien (Teile von Bauwerken) oder in alten Straßen versteckt sind. Oghamsteine wurden auch in Kirchen (hier gut sichtbar „ausgestellt“), Brücken und Torbögen verbaut.

Oghamsteine
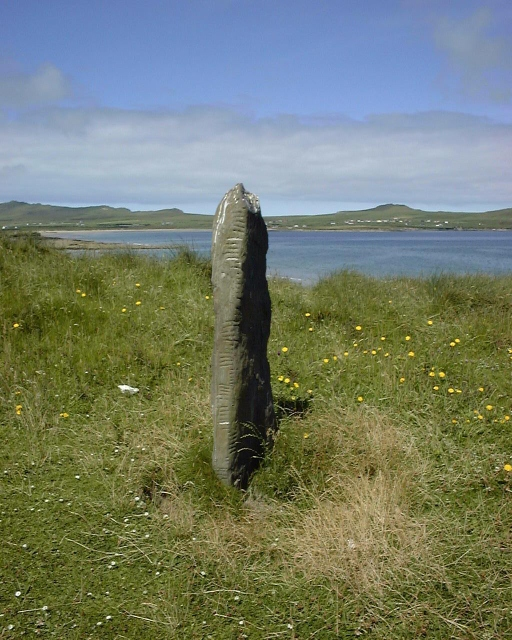
Ballinrannig Stone. County Kerry
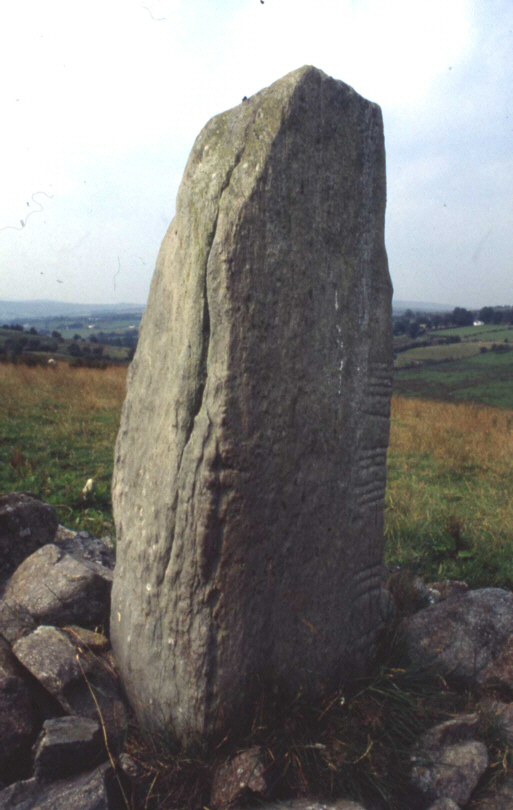
Aghascrebagh County Tyrone
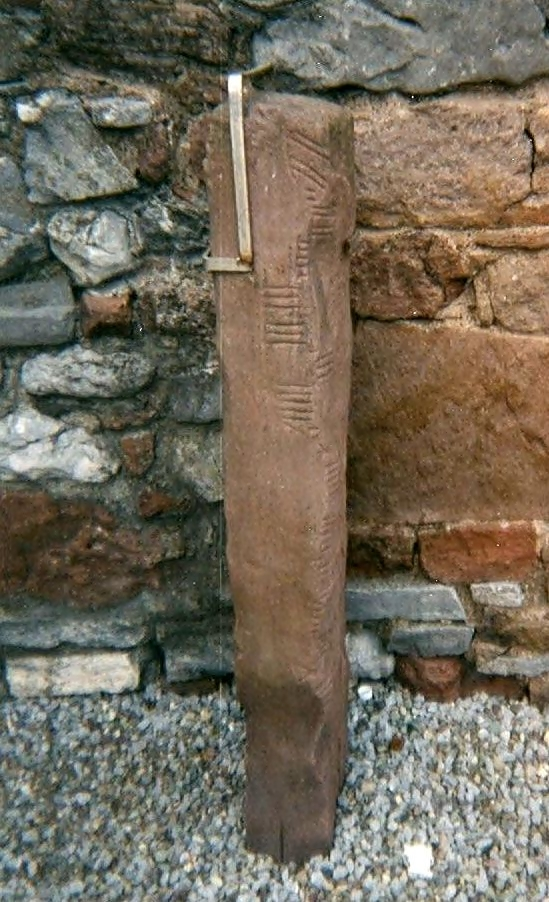
Ratass, County Kerry
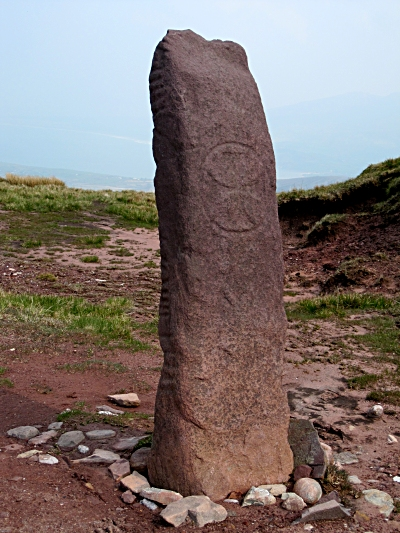
Oghamstein von Arraglen, Kerry
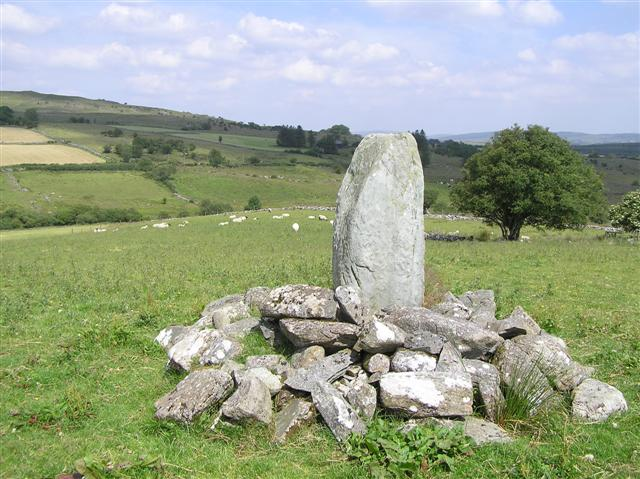
Aghnascribba, County Tyrone